# Coppa Svizzera 1990-1991
La Coppa Svizzera 1990-1991 è stata la 66ª edizione della manifestazione calcistica. È iniziata l'11 agosto 1990 e si è conclusa il 20 maggio 1991. Questa edizione della coppa vide la vittoria finale del Sion.

## Squadre partecipanti
| Lega Nazionale A | Lega Nazionale B | Prima Lega Gruppo 1 | Prima Lega Gruppo 2 | Prima Lega Gruppo 3 | Prima Lega Gruppo 4 |
| ---------------- | ---------------- | ------------------- | ------------------- | ------------------- | ------------------- |

### 1º Turno Eliminatorio
Partecipano le squadre di Prima, Seconda e Terza Lega.
| Squadra 1           | Risultato | Squadra 2 |
| ------------------- | --------- | --------- |
| 11 e 12 agosto 1990 |           |           |

### 2º Turno Eliminatorio
Entrano in lizza le squadre di Lega Nazionale B.
| Squadra 1           | Risultato | Squadra 2 |
| ------------------- | --------- | --------- |
| 18 e 19 agosto 1990 |           |           |

### Trentaseiesimi di Finale
Entrano in lizza le 14 squadre di Lega Nazionale A.
| Squadra 1         | Risultato      | Squadra 2       |
| ----------------- | -------------- | --------------- |
| 19 settembre 1990 |                |                 |
| Pratteln          | 1 - 0          | Soletta         |
| 28 settembre 1990 |                |                 |
| Brühl             | 1 - 2          | Tuggen          |
| Emmenbrücke       | 0 - 2          | Lucerna         |
| Stade Nyonnais    | 0 - 5          | Losanna         |
| 29 settembre 1990 |                |                 |
| Baden             | 0 - 2          | Glarus          |
| Beringen          | 3 - 11         | Sciaffusa       |
| Chênois           | 0 - 4          | Servette        |
| Cortaillod        | 2 - 1          | Colombier       |
| Kriens            | 2 - 1          | Bellinzona      |
| La Chaux-de-Fonds | 4 - 1          | Bulle           |
| Malley            | 2 - 1          | Urania Ginevra  |
| Moutier           | 5 - 0          | Lyss            |
| Old Boys Basilea  | 1 - 2          | Wettingen       |
| Raron             | 3 - 2          | Monthey         |
| Rorschach         | 0 - 2          | San Gallo       |
| Thun              | 2 - 4(d.t.s.)  | Friburgo        |
| Vallemaggia       | 0 - 3          | Chiasso         |
| Vevey             | 1 - 4          | Montreux-Sports |
| Wohlen            | 0 - 1          | Sursee          |
| Yverdon           | 1 - 2          | Neuchâtel Xamax |
| 30 settembre 1990 |                |                 |
| Bassecourt        | 0 - 7          | Young Boys      |
| Bülach            | 3 - 0          | Spreitenbach    |
| Collex-Bossy      | 2 - 8          | Étoile Carouge  |
| Fehraltorf        | 0 - 7          | Zurigo          |
| Fully             | 1 - 3          | Sion            |
| Grenchen          | 1 - 0          | Aarau           |
| Kreuzlingen       | 1 - 5          | Frauenfeld      |
| Laufen            | 1 - 2          | Suhr            |
| Locarno           | 2 - 0          | Lugano          |
| Münsingen         | 0 - 0(2-3 dcr) | Burgdorf        |
| FC Zugo           | 0 - 3          | SC Zugo         |
| 31 ottobre 1990   |                |                 |
| Winterthur        | 1 - 3          | Grasshoppers    |

### Sedicesimi di Finale
| Squadra 1         | Risultato      | Squadra 2       |
| ----------------- | -------------- | --------------- |
| 23 marzo 1991     |                |                 |
| Bülach            | 0 - 3          | Grasshoppers    |
| Chiasso           | 2 - 1(d.t.s.)  | Lucerna         |
| Étoile Carouge    | 5 - 2          | Montreux-Sports |
| Frauenfeld        | 0 - 1          | San Gallo       |
| Kriens            | 0 - 1          | Wettingen       |
| La Chaux-de-Fonds | 3 - 0          | Servette        |
| Malley            | 3 - 0          | Burgdorf        |
| Moutier           | 0 - 7          | Neuchâtel Xamax |
| Sursee            | 0 - 0(6-5 dcr) | Glarus          |
| 24 marzo 1991     |                |                 |
| Cortaillod        | 0 - 4          | Losanna         |
| Friburgo          | 0 - 1          | Young Boys      |
| Locarno           | 1 - 0          | Grenchen        |
| Pratteln          | 0 - 1          | Zurigo          |
| Raron             | 0 - 2          | Sion            |
| Sciaffusa         | 2 - 0(d.t.s.)  | SC Zugo         |
| Tuggen            | 1 - 1(3-2 dcr) | Suhr            |

### Ottavi di Finale
| Squadra 1         | Risultato     | Squadra 2       |
| ----------------- | ------------- | --------------- |
| 9 aprile 1991     |               |                 |
| Chiasso           | 2 - 1(d.t.s.) | Malley          |
| Étoile Carouge    | 1 - 3(d.t.s.) | Zurigo          |
| Grasshoppers      | 1 - 0(d.t.s.) | Losanna         |
| La Chaux-de-Fonds | 1 - 0         | Neuchâtel Xamax |
| Locarno           | 0 - 1(d.t.s.) | Sion            |
| Tuggen            | 1 - 0         | Sursee          |
| Wettingen         | 1 - 5         | San Gallo       |
| Young Boys        | 3 - 0         | Sciaffusa       |

### Quarti di Finale
| Squadra 1      | Risultato     | Squadra 2         |
| -------------- | ------------- | ----------------- |
| 23 aprile 1991 |               |                   |
| Sion           | 1 - 0(d.t.s.) | San Gallo         |
| Tuggen         | 0 - 4         | Chiasso           |
| Young Boys     | 2 - 0         | Grasshoppers      |
| Zurigo         | 4 - 1(d.t.s.) | La Chaux-de-Fonds |

### Semifinali
| Squadra 1     | Risultato | Squadra 2 |
| ------------- | --------- | --------- |
| 7 maggio 1991 |           |           |
| Sion          | 2 - 1     | Chiasso   |
| Young Boys    | 4 - 1     | Zurigo    |

### Finale
| Arbitro: | Kurt Röthlisberger (Suhr) |

| |            |                                                                                  |
| Orlando 50’, 80’ Rey 81’                                                                                         | Marcatori  | 4’ (Autogol) Piffaretti 47’ Zuffi                                                |
| Lehmann Geiger Clausen Brigger Sauthier Piffaretti López (46' Rey) Calderón Gertschen Tudor (46' Orlando) Baljić | Formazioni | Pulver Wittwer Weber Baumann Gottardi Bohinen Bregy Hänzi Jakobsen Löbmann Zuffi |
| Trossero | Allenatori | Trümpler                                                                         |